# Araripe
Araripe là một đô thị thuộc bang Ceará, Brasil. Đô thị này có diện tích 1347,047 km², dân số năm 2007 là 20162 người, mật độ 14,97 người/km².